# Delta hordozórakéta

A Delta hordozórakéta család tagjai

A Delta amerikai folyékony hajtóanyagú hordozórakéta-család.

## Története
A NASA 1958. október 1-jén történt megalakulása után a szárazföldi haderő és a haditengerészet befejezte saját rakétafejlesztéseit, minden intézményét átadta a NASA-nak mesterséges holdjait pedig a légi haderő (USAF) indítja. A kifejlesztett hordozórakéta-családból kiválasztották a műholdak hordozására alkalmas típusokat. A NASA különböző intézeteiben tervezték és fejlesztették ki (tovább), többek között a Thor–Delta, Atlas–Centaur, Saturn V majd a Space Shuttle hordozórakéta-rendszereket. Közreműködő gyártó a McDonnell Douglas gyár.
Amerika leghosszabb életű, legmegbízhatóbb és legolcsóbb rakétája. Fejlesztése során az induló 68 kilogrammról 1962-ben már 3810 kilogrammra növelték a hasznos teher szállítását. 2008-ig közel 1000 indítás történt. Fejlesztésének alapját a Thor rakéta alkotta. A hordozóeszköz fejlesztését felgyorsította a Szputnyik–1 pályára állása. 1959-től az Amerikai Egyesült Államok Légiereje (USAF) és a NASA alkalmazta űreszközök pályára állításához.

## Delta rakéta
Soros elrendezésű, kettő vagy háromfokozatú hordozóeszköz. Az első két fokozatban folyékony hajtóanyag, a harmadikban szilárd változatát alkalmazták. A rakéta törzsátmérője végig azonos. Felemelkedését 9 darab szilárd hajtóanyagú gyorsítórakéta (típusai: Castor–2; Castor–4) segíti. Indításkor 6 darabot, 40 másodperccel később 3 darabot gyújtanak be. A gyorsítórakétákat a DSV–3D típustól alkalmazzák. A Delta típusainak négy számjegyű jelzése a sorozatot, a gyorsító rakétákat, hajtómű fokozatot, a fokozatok számát jelöli. Az első típus szolgálatba állításának ideje 1957. január 26.

### D–2914
D = Delta; 2 = 2000, harmadik generáció; 9 = gyorsító rakéták száma; 1 = fokozatonként egy hajtómű; 4 = fokozatok száma (beszámítva a gyorsító rakétákat).
Alacsony Föld körüli pályától–geostacionárius pályáig képes űreszközöket pályára állítani. Starttömege 130 tonna. Hossza 35,2, törzsátmérője 2,44 méter. Rakétafokozatok száma 3 + gyorsítórakéták. Hasznos teher: 658 kilogramm. Szolgálatba állítási ideje 1974.

#### 1. fokozat
Első fokozata a nagy megbízhatóságot mutató közép-hatótávolságú Thor rakéta. Egy fokozatú, hajtóanyaga oxigén és RP–1, rakétamotor RS–27, hatótávolsága 3500 kilométer. Hossza 22,86, átmérője 2,44 méter. Starttömege 47,63 tonna. Szolgálatba állításának ideje 1963. A TAD (Thrust Augmented Delta) jelölés a megnövelt tolóerőre utal.

#### 2. fokozat
Az Able–Star szolgált második fokozatként. Hossza 4,8, törzsátmérője 2,44 méter. Hajtóanyaga Aszimmetrikus dimetil-hidrazin / Dinitrogén-tetroxid. Hajtóműve TR–201 típus.

#### 3. fokozat
Szilárd hajtóanyagú fokozat. Hossza 1,7, törzsátmérője 2,44 méter. Thiokol TE–364–4.
Rakétaváltozatok: Able–2; Able–B; Able–Star; DM–19; DSV–3C; DSV–3D; DSV–3E; DSV–3L (TAP); DSV–3N–6 (Delta Super Six); Delta–2914; Delta–3914; Delta II; Delta III; Delta IV.

## Külső hivatkozások
- Delta. astronautix.com. (Hozzáférés: 2019. július 4.)
- Delta. boeing.com. [2014. március 12-i dátummal az eredetiből archiválva]. (Hozzáférés: 2014. március 12.)